# شکست‌ناپذیر - بهترین آهنگ‌ها جلد اول
شکست‌ناپذیر - بهترین آهنگ‌ها جلد اول(به انگلیسی: Unbreakable - The Greatest Hits Vol. 1) چهارمین آلبوم گروه ایرلندی وست‌لایف است که در ۱۱ نوامبر ۲۰۰۲ منتشر شد. این آلبوم در انگلستان به نزدیک به ۱٫۴ میلیون نسخه فروخت.

## فهرست آهنگ‌ها
| ۱            | "باز قسم می‌خورم (نسخه رادیو)"                                     | ۴:۰۷ |
| ۲            | "اگر بگذارم بروی (نسخه رادیو)"                                    | ۳:۴۱ |
| ۳            | "پرواز بدون بال"                                                  | ۳:۳۶ |
| ۴            | "من یک رویا دارم (رمیکس)"                                         | ۴:۱۵ |
| ۵            | "اشتباه دوباره (رمیکس ۲۰۰۰)"                                      | ۳:۴۰ |
| ۶            | "Against All Odds (Take A Look At Me Now)"                        | ۳:۲۱ |
| ۷            | "عشق من (نسخه رادیو)"                                             | ۳:۵۳ |
| ۸٫۱          | "عشقم را به پایت می‌ریزم" (فقط نسخه بین‌المللی)                     | ۳:۲۹ |
| ۸٫۲          | "چه چیزی یک مرد را می‌سازد (Single Mix)" (نسخه انگلستان/ایرلند)    | ۳:۳۲ |
| ۹            | "دختر بالاشهری (نسخه رادیو)"                                      | ۳:۰۷ |
| ۱۰           | "ملکه قلب من (نسخه رادیو)"                                        | ۴:۱۹ |
| ۱۱           | "دنیایی از آن خودمان" (فقط نسخه انگلستان/ایرلند)                  | ۳:۳۲ |
| ۱۱           | "دنیایی از آن خودمان" (میکس آمریکاییU.S Mix) (فقط نسخه بین‌المللی) | ۳:۲۸ |
| ۱۲           | "عزیزم"                                                           | ۴:۳۰ |
| ۱۳           | "وقتی که شبیه آن می‌شوی (Single Remix)"                            | ۳:۵۴ |
| ۱۴           | "شکست‌ناپذیر (Single Remix)"                                       | ۴:۳۳ |
| ۱۵           | "نوشته شده در ستارگان"                                            | ۴:۱۰ |
| ۱۶           | "چگونه حس می‌شود"                                                  | ۴:۱۹ |
| ۱۷           | "امشب"                                                            | ۴:۳۲ |
| ۱۸           | "عشق دو نفر را می‌گیرد"                                            | ۳:۴۹ |
| ۱۹           | "Miss You Nights"                                                 | ۳:۲۲ |
| Bonus Tracks |                                                                   |      |
| ۲۰٫۱         | "پرواز بدون بال" (همراه با BoA)                                   | ۳:۰۹ |
| ۲۰٫۲         | "پرواز بدون بال" (همراه با کریستین کاسترو)                        | ۳:۳۶ |